# 蒙自文庙
蒙自文庙，位于云南省红河州蒙自市文澜街道原县人民医院内，始建于明洪武二十七年（1394年），后多次重修。
蒙自文庙原建筑现存大成殿，坐北朝南，为单檐歇山顶，穿斗与抬梁结合式木结构建筑。2016年10月21日“蒙自文庙大成殿”被公布为第七批红河州文物保护单位。2024年，蒙自文庙完成修复重建。